# 八木町 (八王子市)
八木町（やぎちょう）は、東京都八王子市の地名である。丁番を持たない単独町名であり、住居表示実施済区域。郵便番号は192-0055（八王子郵便局管区）。

## 地理
八王子市の東部、市街地の西寄りに位置する。町の中央部を東西に甲州街道が、東端を南北に秋川街道が走る。
東で八幡町、南で小門町、西で追分町、北で元本郷町一丁目、北東で本郷町と隣接する。

## 歴史
武田勝頼家臣、八木源左衛門が武田氏滅亡後に隠れ住んだ地であり、その姓からとって八木という地名がつけられたといわれる。
江戸時代には、八王子横山十五宿のうちの八木宿として栄えた。
- 1882年（明治15年）7月 - 八王子横山宿のうち、八木宿より八王子八木町が起立。
- 1889年（明治22年）4月1日 - 町村制施行により、八王子八木町など20の町村が合併し、神奈川県南多摩郡八王子町が成立する。旧八王子八木町域は八王子町八木町となる。
- 1893年（明治26年）4月1日 - 南多摩郡が東京府に移管される。
- 1917年（大正6年）9月1日 - 八王子町が市制施行するのに伴い、八王子市八木町となる。
- 1943年（昭和18年）7月1日 - 東京都制施行。
- 1968年（昭和43年） - 住居表示を実施。（旧）3～78番地から（新）1～8番地と一部が追分町に編入された。

## 世帯数と人口
2017年（平成29年）12月31日現在の世帯数と人口は以下の通りである。
| 町丁   | 世帯数  | 人口  |
| ------ | ------- | ----- |
| 八木町 | 492世帯 | 880人 |

## 小・中学校の学区
市立小・中学校に通う場合、学区は以下の通りとなる。
| 番地 | 小学校               | 中学校               |
| ---- | -------------------- | -------------------- |
| 全域 | 八王子市立第二小学校 | 八王子市立第四中学校 |

## 交通

### バス
- 京王バス
- 西東京バス
  - 本郷横丁
  - 追分

### 道路
- 国道20号〈甲州街道〉 - 町内の中央部を東西に走る。脇に商店、酒造工場などが並び、市街地の一部を形成している。
- 東京都道32号八王子五日市線〈秋川街道〉 - 町内の本郷横丁交差点を起点とし、東端を北上する。

## 施設

### 教育
- 八王子市立第二小学校[7]
- 光明第一保育園[8]

### 商業
- レクサス八王子[9]
- ローソンストア100 八王子八木町店[10]
- 多摩信用金庫八木町支店[11]